# Хогілаг
Хогілаг (рум. Hoghilag) — село у повіті Сібіу в Румунії. Адміністративний центр комуни Хогілаг.
Село розташоване на відстані 230 км на північний захід від Бухареста, 61 км на північний схід від Сібіу, 98 км на південний схід від Клуж-Напоки, 99 км на північний захід від Брашова.

## Населення
За даними перепису населення 2002 року у селі проживали 1196 осіб.
Національний склад населення села:
| Національність | Кількість осіб | Відсоток |
| -------------- | -------------- | -------- |
| румуни         | 927            | 77,5%    |
| цигани         | 209            | 17,5%    |
| угорці         | 48             | 4,0%     |
| німці          | 12             | 1,0%     |

Рідною мовою назвали:
| Мова      | Кількість осіб | Відсоток |
| --------- | -------------- | -------- |
| румунська | 1126           | 94,1%    |
| угорська  | 41             | 3,4%     |
| циганська | 20             | 1,7%     |
| німецька  | 9              | 0,8%     |